# Linophrynidae
Famille
Les linophrynidae forment une famille de poissons abyssaux de l'ordre des lophiiformes.

## Genres
- Acentrophryne
- Borophryne
- Haplophryne
- Linophryne
- Photocorynus

## Morphologie
Comme la plupart des membres de cette famille, ils ont des dents aussi longues que tranchantes et démesurément grandes par rapport au reste du corps. Leur corps ne dépasse pas plus de quelques centimètres. Une modification de la première épine dorsale a amené l'épine au museau ou au front de l'animal afin d'attirer des proies de toute taille (chez Linophryne lucifer, la première épine de la nageoire anale a migré jusqu'au milieu de son ventre), leur estomac particulièrement élastique et leur mâchoire extensible leur permet d'avaler des proies jusqu'à trois fois plus grandes que leur corps. Chez la plupart des membres de cette famille une sorte de barbe est apparue sous le menton ; l'exemple le plus flagrant est celui de Linophryne arborifera dont le nom scientifique signifie "crapaud à barbe lumineuse"

## Comportement
Les linophrynidae n'ont pas de muscles puissants (sauf dans leur mâchoire) et ne peuvent, en aucun cas pourchasser activement des proies comme le font les requins. Ils doivent plutôt les attendre patiemment, sans bouger. Ce manque de mouvement nous permet de donner l'hypothèse que leur métabolisme est lent ; mais comme les seuls animaux ayant été remontés sont morts ou agonisants et que les rares vidéos ne durent pas plus que quelques minutes, il nous est impossible de confirmer cette hypothèse...

## Reproduction
Le dimorphisme sexuel dans le milieu abyssal est remarquable : le mâle et la femelle de cette espèce naissent avec la même taille. Les mâles s'arrêtent au milieu de leur croissance alors que les femelles prennent la forme globuleuse de l'espèce. Le mâle est dix fois plus petit que la femelle. Il n'a qu'un seul objectif : trouver une partenaire et fusionner avec elle. Une fois cela fait, il se produit une transformation morphologique possiblement unique au monde : le sang du mâle circule dans le corps de la femelle, puis les yeux, le cerveau, le système digestif et le système respiratoire vont disparaître, il ne reste du mâle qu'un lambeau de chair avec un système reproducteur.

## Sources
- Ténèbres océanes de Lucien Laubier
- Deep Atlantic de Richard Ellis
- Ifremer